# 米勒瓦什
米勒瓦什（法語：Millevaches，法語發音：[milvaʃ]）是法国科雷兹省的一个市镇，位于该省中部，属于于塞勒区。米勒瓦什所在的高原地形区即以其命名。维埃纳河发源于境内。

## 地理
米勒瓦什（45°38'29"N, 2°5'43"E）面积11.54 平方千米，位于法国新阿基坦大区科雷兹省，该省份为法国中南部省份，北起上维埃纳省和克勒兹省，西接多爾多涅省，南至洛特省，东临多姆山省和康塔爾省。
与米勒瓦什接壤的市镇（或旧市镇、城区）包括：沙瓦纳克、佩尔勒瓦德、圣梅尔莱苏西讷、圣瑟捷、圣叙尔皮斯莱布瓦、索尔纳克。

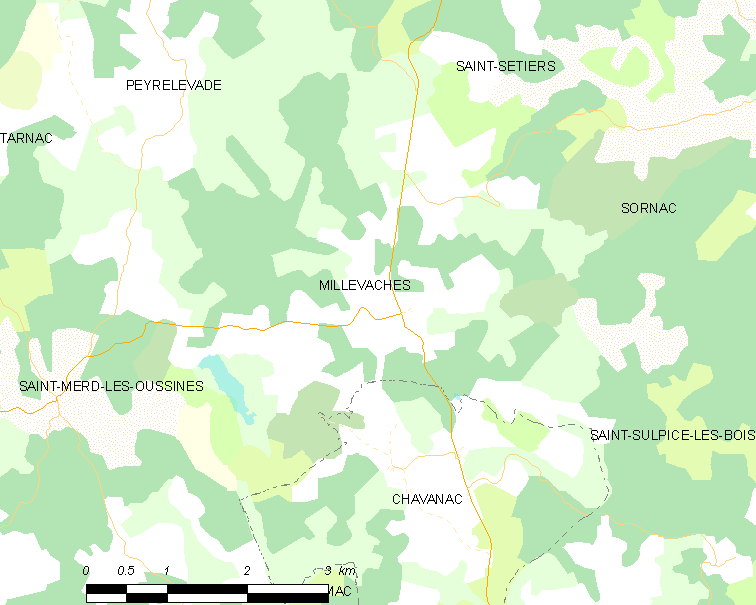
米勒瓦什的OSM定位图

米勒瓦什的时区为UTC+01:00、UTC+02:00（夏令时）。

## 行政
米勒瓦什的邮政编码为19290，INSEE市镇编码为19139。

## 政治
米勒瓦什所属的省级选区为米勒瓦什高原县。

## 人口

1962-2008年间米勒瓦什人口变化图示

米勒瓦什于2022年1月1日时的人口数量为77人。